# Aiguamolls del Baix Ter
Els aiguamolls del Baix Ter, també coneguts com a aiguamolls del Baix Empordà, són un conjunt de zones humides —que ocupen la plana deltaica dels rius Ter i Daró — situats al litoral de la badia de Pals, entre el Massís del Montgrí i les Muntanyes de Begur. Són ecosistemes que resulten de la interacció entre terra, mar i aigua dolça, que dona lloc a ambients molt diversos i de gran valor ecològic. Aquests aiguamolls estan entre els nuclis de Torroella de Montgrí, l'Estartit, Pals, Sant Julià i Sant Feliu de Boada, Fontclara i Fontanilles a la comarca del Baix Empordà. El territori ha estat a bastament drenat per una extensa xarxa de recs, restant algunes basses i llacunes més o menys permanents engolides per conreus o camps de golf.
Aquesta zona ubicada a la plana del Baix Empordà s'ha vist afectada al llarg dels anys pel pas de l'home, principalment per l'esclat del turisme i de la bombolla immobiliària. Els principals problemes que ha patit són la fragmentació, el deteriorament i la destrucció dels seus hàbitats per una arribada massiva de població i la urbanització a primera línia de costa.
Els aiguamolls, juntament amb la desembocadura del Ter i el cordó de dunes litorals —que s'estén entre la badia i la plana— formen un conjunt d'hàbitats molt importants amb una gran riquesa i biodiversitat. És per aquest motiu que es troben protegits pel PEIN Aiguamolls del Baix Empordà des de 1992 i pel Parc Natural del Montgrí, les Illes Medes i el Baix Ter, declarat oficialment el 2010.

## Formació de la plana i els aiguamolls
La plana del Baix Ter ha estat formada per diversos episodis de sedimentació fluvial que s'ha succeït en el pas del temps amb l'acció dels rius Ter al nord i el Daró al sud. Els episodis de formació de la plana van estar controlats sobretot per aportacions de tipus fluvial, a partir de les quals es van formar diferents nivells de terrasses al·luvials.
En el tram baix del riu, aquest procés va passar progressivament a una sedimentació més tranquil·la dominada per aportacions fluvials de menys intensitat. Un cop formada la plana, les inundacions d'aquesta per part del riu Ter i petits torrents i la proximitat al mar fan que apareguin aquestes zones d'aiguamolls en l'últim tram de la plana.
Aquests aiguamolls a mitjans del segle xix començaren a ser dessecats per a l'aprofitament de les activitats agrícoles i ramaderes que han configurat l'actual mosaic agrari de la plana del Baix Empordà. A més a més, patiren un gran retrocés a partir dels anys seixanta, amb l'esclat del turisme i la urbanització de la primera línia de costa.

## El Ter Vell
Les llacunes del Ter Vell estan situades al darrere de les dunes litorals. Limitades al nord amb el municipi de l'Estartit, al sud amb la urbanització dels Griells, a l'est amb la platja gran de l'Estartit i finalment a l'oest s'uneixen als camps de conreu de la zona.
Les llacunes del Ter Vell són fruit de l'antiga desembocadura del riu Ter (la qual desemboca actualment a uns 2,5 quilòmetres més al sud) desviada a mitjans del segle xix per evitar inundacions al nucli urbà de l'Estartit. Actualment les basses del Ter Vell són alimentades per les pluges dels vessants del Montgrí que es recullen amb els antics recs i canals de regadiu que al mateix temps drenen tots els camps de cultiu al sud del Montgrí.
El buidatge del Ter Vell es dona directament cap al mar a través de la platja per un canal de desguàs. Durant el segle XX la llacuna va rebre una gran quantitat de matèria orgànica i productes químics provinents de l'agricultura i de les aigües de clavegueram, cosa que va empitjorar la situació d'aquest medi natural. L'any 2002 es va dur a terme un projecte de recuperació i naturalització d'aquesta zona tot retirant la matèria orgànica del fons i instal·lant un sistema que recull les aigües de regadiu i les desvia cap a la closa del mas d'en Coll (situada a uns dos-cents metres dels aiguamolls), on són depurades per un sistema de microorganismes.

## Llacunes de la Pletera
Les llacunes de la Pletera són una antiga zona de maresma d'uns 300 metres d'amplària i de més d'un quilòmetre de longitud, aquestes han patit obres de dessecament i urbanització, actualment en resten dues llacunes una paral·lela a la duna litoral i l'altra perpendicular.
La paral·lela anomenada llacuna de la Pletera es troba al sud del Ter Vell, situada a pocs metres de la platja, darrere el cordó de dunes litorals. És una llacuna de caràcter artificial creada en els darrers anys pel projecte LIFE amb intenció de recuperar un mínim d'espais inundables als voltants del Ter Vell. Aquesta bassa també ha estat creada per a la recuperació del fartet en la zona el Baix Ter.
La perpendicular anomenada “Bassa del Fra Ramon”, es troba a la part més meridional i les seves dimensions són d'uns 200 metres de llargada i entre uns 20 i 30 metres d'amplària. Aquesta llacuna és un antic braç del Ter aïllat per la construcció de la mota i manté una comunicació natural amb el mar.

## Les Basses d'en Coll
Les Basses d'en Coll estan situades al sud del Ter, a l'altre costat de riu; es troben, per tant, separades de les llacunes del Ter Vell i de la Platera. Aquestes llacunes formen part del terme municipal de Pals. Aquesta zona es troba formada per dues basses situades paral·lelament a la línia de dunes litorals de la platja de la Fonollera.